# Устье (Владимирская область)
Устье — село в Собинском районе Владимирской области России, входит в состав Колокшанского сельского поселения.

## География
Село расположено в 1 км на юг от центра поселения посёлка Колокша, в 19 км на северо-восток от райцентра города Собинка.

## История
Старинное название села «погост Николая чудотворца, что на устье реки Колокши». По книгам патриаршего казенного приказа в XVII веке в селе существовали две отдельные церкви: одна в честь святого и чудотворного Николая и другая - во имя святого пророка Илии; обе были деревянные. В 1731 году за ветхостью была разобрана церковь святого пророка Илии и поставлена новая во имя того же святого. Обе церкви существовали до 1802 года; в этом году Николаевская церковь сгорела, а Ильинская, вероятно, разобрана за ветхостью. На место их в том же 1802 году была заложена каменная церковь, строением оконченная и освящённая в 1805 году; при ней каменная колокольня. В церкви три престола: в холодной - в честь святого и чудотворного Николая и в тёплых приделах: в честь Рождества Пресвятой Богородицы и в честь святого пророка Илии. Церкви принадлежал каменный двухэтажный дом, крытый железом, в верхнем этаже которого помещалось народное земское училище, открытое в 1876 году. Приход составляли село и 18 деревень, деревни отстоят от церкви не далее 7 верст. В 1893 году всех дворов в приходе 694, душ мужского пола 2092, женского 2181.
В конце XIX — начале XX века село входило в состав Воршинской волости Владимирского уезда.
С 1929 года село входило в состав Колокшенского сельсовета Владимирского района, с 1945 года и вплоть до 2005 года в составе Колокшанского сельсовета Собинского района.
В селе Устье снимался фильм "Про бизнесмена Фому" (1993).

## Население
| 1859 | 1905 | 1926 | 2002 | 2010 | 2021 |
| ---- | ---- | ---- | ---- | ---- | ---- |
| 174  | ↘131 | ↗193 | ↘38  | →38  | ↗53  |

## Инфраструктура
В селе находится МБОУ «Устьевская основная общеобразовательная школа» (основана в 1913 году).

## Достопримечательности
В селе находится действующая Церковь Николая Чудотворца (1802-1805).